# Сера де Конти
Сера де Конти (итал. Serra de' Conti) насеље је у Италији у округу Анкона, региону Марке.
Према процени из 2011. у насељу је живело 1973 становника. Насеље се налази на надморској висини од 184 м.

## Становништво
| 1936. | 1951. | 1961. | 1971. | 1981. | 1991. | 2001. | 2011. |
| ----- | ----- | ----- | ----- | ----- | ----- | ----- | ----- |
| 3.277 | 3.218 | 2.921 | 2.700 | 3.129 | 3.312 | 3.464 | 3.722 |

## Партнерски градови
- Кнутанж
- Фриђенто